# Långtjärnen (Anundsjö socken, Ångermanland, 706191-160744)
Långtjärnen är en sjö i Örnsköldsviks kommun i Ångermanland och ingår i Moälvens huvudavrinningsområde. Sjöns area är 0,057 kvadratkilometer och den befinner sig 250 meter över havet.